# Leszno Górne (gromada)
Leszno Górne – dawna gromada, czyli najmniejsza jednostka podziału terytorialnego Polskiej Rzeczypospolitej Ludowej w latach 1954–1972.
Gromady, z gromadzkimi radami narodowymi (GRN) jako organami władzy najniższego stopnia na wsi, funkcjonowały od reformy reorganizującej administrację wiejską przeprowadzonej jesienią 1954 do momentu ich zniesienia z dniem 1 stycznia 1973, tym samym wypierając organizację gminną w latach 1954–1972.
Gromadę Leszno Górne z siedzibą GRN w Lesznie Górnym utworzono – jako jedną z 8759 gromad na obszarze Polski – w powiecie szprotawskim w woj. zielonogórskim na mocy uchwały nr V/26/54 WRN w Zielonej Górze z dnia 5 października 1954. W skład jednostki weszły obszary dotychczasowych gromad Leszno Górne, Leszno Dolne, Bobrowice i Studzianka oraz miejscowość Szprotawka (posiadająca osobne granice katastralne) ze zniesionej gminy Leszno Górne w tymże powiecie oraz obszar dotychczasowej gromady Bukowa ze zniesionej gminy Trzebień w powiecie bolesławieckim w woj. wrocławskim. Dla gromady ustalono 13 członków gromadzkiej rady narodowej.
Gromada przetrwała do końca 1972 roku, czyli do kolejnej reformy gminnej.